# Andrzej Wróblewski (dziennikarz)

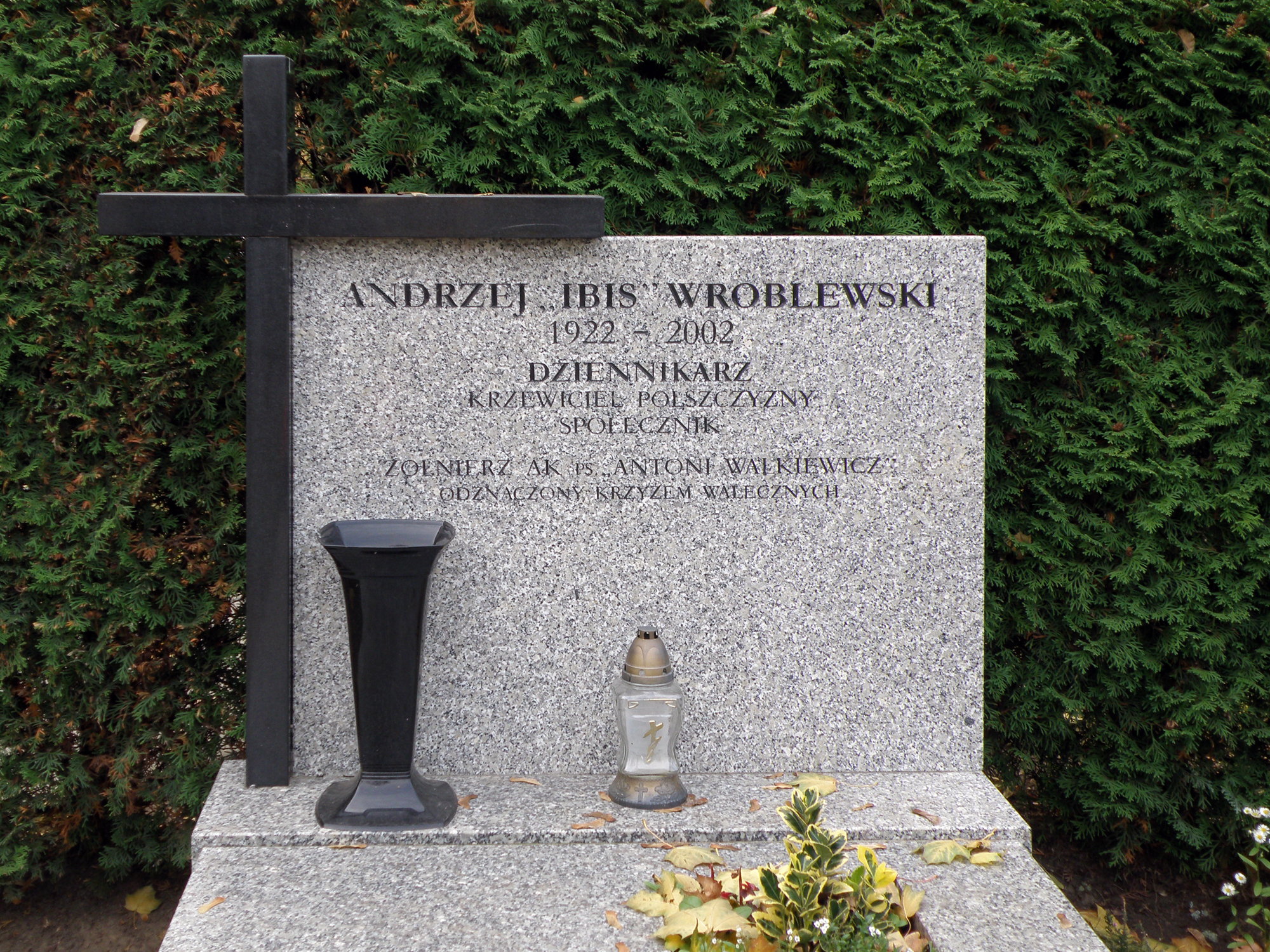
Grób Andrzeja Wróblewskiego na cmentarzu Wojskowym na Powązkach w Warszawie

Andrzej Wróblewski, ps. „Ibis” (ur. 26 lipca 1922 w Rawie Mazowieckiej, zm. 20 marca 2002 w Warszawie) – polski dziennikarz, językoznawca, publicysta, krytyk muzyczny, popularyzator wiedzy o języku polskim.

## Życiorys
W czasie II wojny światowej działał w konspiracji, walczył w oddziałach Armii Krajowej, został ciężko ranny. Odznaczony Krzyżem Armii Krajowej, Krzyżem Oficerskim i Krzyżem Kawalerskim Orderu Odrodzenia Polski, Złotym Krzyżem Zasługi i dwukrotnie Krzyżem Walecznych. 
Studiował polonistykę na Wydziale Humanistycznym Uniwersytetu Warszawskiego oraz w Wyższej Szkole Dziennikarskiej w Warszawie. Związany głównie z „Życiem Warszawy” (w latach 1948–1987 członek redakcji „Życia Warszawy”, później współpracownik, felietonista). Był stałym współpracownikiem radia i telewizji oraz wielu czasopism kulturalno-społecznych. W radiu od 1960 prowadził audycje z dziedziny publicystyki muzycznej Piórkiem Ibisa. W latach 1992–1997 współpracował z „Gazetą Wyborczą”. 
Andrzej Ibis-Wróblewski silnie angażował się w działania na rzecz kultury języka; był autorem cotygodniowych felietonów normatywnych na temat poprawności językowej: „Byki i byczki”, publikowanych przez ponad 40 lat w „Życiu Warszawy”. Na ich podstawie powstała książka o tym samym tytule (1995) oraz druga pt. „Byczki w tomacie” (1998) wraz z artystą plastykiem Szymonem Kobylińskim. Za działalność na rzecz upowszechniania kultury języka polskiego wielokrotnie otrzymywał nagrody i odznaczenia państwowe (Nagroda Indywidualna imienia Witolda Doroszewskiego, 1987). Był pomysłodawcą, inicjatorem i jednym z ojców założycieli Rady Języka Polskiego przy prezydium PAN.
Od czasu służby w Armii Krajowej działał według przyjętej przez siebie zasady nieprzystępowania do partii ani organizacji politycznych. Wiele czasu poświęcał na działalność społeczną, przede wszystkim w charakterze dziennikarza i animatora życia kulturalnego. Wielokrotnie zdarzało się, że odmawiał przyjmowania należnych mu honorariów. Współpracował z Mareckim Ośrodkiem Kultury (miejski i powiatowy konkurs ortograficzny). Bywał jurorem wielu festiwali muzycznych, w tym świnoujskiej FAMY i Festiwalu Polskiej Piosenki w Opolu. 
Andrzej Wróblewski był pionierem nowych i nowoczesnych form komunikacji. Wraz z Markiem Przybylikiem założył w 1987 pierwszy w Polsce tygodnik lokalny („Pasmo”).
Również w 1987 należał do grupy osób, która utworzyła eksperymentalne studio pierwszej w Polsce telewizji kablowej „Ursynat”.
Jako językoznawca był znany z wykpiwania tendencji do zapożyczania z języków obcych, stąd też na przykład żartobliwie zaproponował słówko międzymordzie jako tłumaczenie angielskiego terminu komputerowego interface.
Był mężem wokalistki i kompozytorki Elżbiety Wojnowskiej. Jednym z jego hobby były samochody, których miał w życiu w sumie około setki.
Pochowany na cmentarzu Wojskowym na Powązkach w Warszawie (kwatera A3 tuje-3-52).
W 2022 roku Stowarzyszenie Dziennikarzy Polskich Oddział Warszawski ogłosiło powstanie Nagrody Ibisa dla dziennikarzy do 28. r. ż. działających na Mazowszu. 